# Vilko Ovsenik
Vilko Avsenik (Begunje bij Bled, Slovenië, 9 november 1928 – 3 augustus 2017) was een Sloveense componist en klarinettist. 

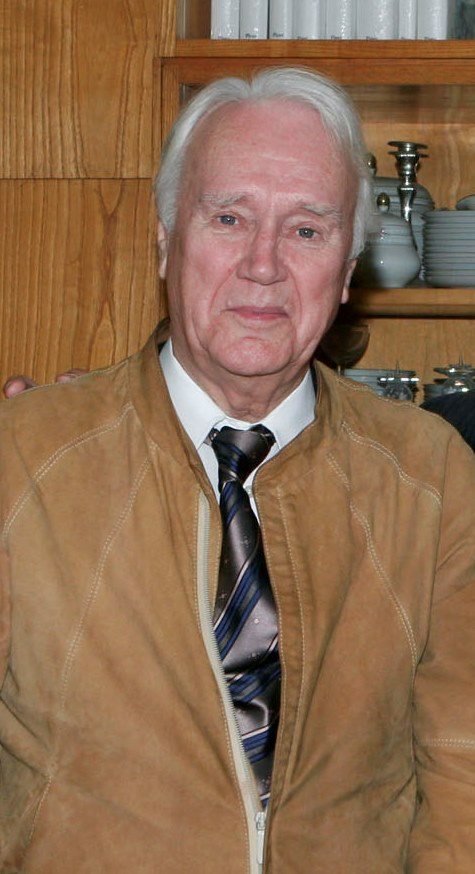
Vilko Avsenik

Vilko was de oudere broer van Slavko Avsenik. Samen waren zij in de jaren 50 de grondleggers van de Oberkrainer muziek. Vilko studeerde aan het conservatorium van Ljubljana klarinet en rondde dat af in 1961.
Terwijl zijn broer Slavko de leider was van zijn eigen Original Oberkrainer, schreef Vilko alle composities voor de Original Oberkrainer. Deze composities zijn vrijwel allemaal ontstaan door samenwerking met zijn broer.
- Gemeinsame Normdatei: 122425529
- International Standard Name Identifier: 0000 0000 7865 120X
- Library of Congress Control Number: n2004067017
- MusicBrainz: c6548551-8719-4a66-9974-e7edcfd93711
- Nationale Bibliotheek van Tsjechië: mzk2003205213
- Nederlandse Thesaurus van Auteursnamen: 070777829
- Virtual International Authority File: 35338010
- WorldCat: E39PBJmtxjMmtghyQrv8YQdmh3